# 関本圭汰
関本 圭汰（せきもと けいた、1993年6月8日 - ）は、ジャパンラグビーリーグワン三菱重工相模原ダイナボアーズに所属するラグビー選手。

## プロフィール
- 東京都出身[1]。
- ポジションはウィング(WTB)。
- 身長 174 cm、体重 90 kg
- 7人制日本代表に選ばれたことがある[2]。

## 略歴
市立船橋高校、東芝青梅を経て2013年、TOSENクリーンファイターズに加入。
2014年、TOSENクリーンファイターズを退団した。
2017年、三菱重工相模原ダイナボアーズに加入。